# Stenotabanus trilunatus
Stenotabanus trilunatus är en tvåvingeart som beskrevs av Philip 1967. Stenotabanus trilunatus ingår i släktet Stenotabanus och familjen bromsar.
Artens utbredningsområde är Bolivia. Inga underarter finns listade i Catalogue of Life.